# Bartini-Beriev VVA-14
Il Bartini-Beriev VVA-14 (in russo Вертикально-взлетающая амфибия (BBA)?, Vertikal`no-Vzletayuschaya Amphibia (VVA)) fu un rivoluzionario velivolo ibrido, militare e multiruolo, sviluppato in Unione Sovietica durante gli anni settanta su progetto dell'italiano naturalizzato sovietico Roberto Bartini e rimasto allo stadio di prototipo.
Definito come aereo anfibio a decollo verticale, fu concepito per volare sia ad elevate altitudini a grande velocità sia poco al di sopra del livello del mare, sfruttando l'effetto suolo sulla superficie acquatica: per questa sua innovativa e rivoluzionaria caratteristica, il VVA-14 rappresenta il primo esempio di aereo ad incorporare le caratteristiche e le capacità di un ekranoplano.

## Storia del progetto
Nella seconda parte degli anni cinquanta, in piena Guerra fredda, al fine di ottenere una supremazia spostando l'equilibrio del terrore a proprio favore, gli Stati Uniti d'America iniziarono lo sviluppo di un nuovo missile balistico a testata multipla in grado di trasportare testate nucleari con cui equipaggiare i sottomarini della United States Navy, gli UGM-27 Polaris. La nuova potenziale minaccia costrinse l'Unione Sovietica ad elaborare efficaci strategie di difesa, esortando lo sviluppo di contromisure atte ad annullare la capacità strategica di tale arma offensiva occidentale.
A tale scopo, nel 1959, Roberto Bartini iniziò lo sviluppo di un velivolo dalle notevoli proporzioni, indicato nella bibliografia in lingua inglese come M. Seaborne, capace di effettuare missioni di lotta antisommergibile, individuando e affondando le unità navali potenzialmente ostili. Durante lo sviluppo preliminare il progetto venne indicato con differenti denominazioni, da 2500, dal suo peso in tonnellate, a M-62 o MVA-62. Allo scopo di affrontare adeguatamente lo sviluppo di tale velivolo venne coinvolto l'ufficio di progettazione Beriev, al quale venne commissionata la costruzione di un prototipo di ekranoplano, che si concretizzerà nel Beriev Be-1, con il quale acquisire esperienza sul comportamento delle superfici portanti in un'aerodina ibrida. Il Be-1, incorporando le caratteristiche tipiche dell'idrovolante e dell'aliscafo, era destinato ad operare volando a pochi metri dalla superficie dell'acqua sfruttando per il sostentamento l'effetto suolo.
Bartini, in collaborazione con Beriev, intese sviluppare il progetto del VVA-14 in tre fasi, costruendo tre diversi prototipi che costituivano. Il VVA-14M1 era destinato a svolgere la funzione di laboratorio volante sul quale provare le tecnologie e la migliore configurazione aerodinamica del modello definitivo, inizialmente con galleggianti rigidi nel centro della fusoliera che sarebbero stati sostituiti da galleggianti gonfiabili. Il VVA-14M1 venne completato nel 1972 e venne portato in volo per la prima volta da una pista convenzionale il 4 settembre.
Il VVA-14M2 era più avanzato, con due motori a prua per il decollo corto, analoghi a quelli utilizzati dagli ekranoplani in fase di decollo, ed usava sistemi di controllo fly-by-wire. Il VVA-14M3 vedeva il veicolo VTOL completamente equipaggiato con armamento e sistema computerizzato ASW Burevestnik (), con il Bor-1 MAD, e altro equipaggiamento operativo.
Nel 1974 vennero installati i galleggianti gonfiabili, anche se la loro installazione portò a molti problemi. Seguirono il galleggiamento ed il movimento sull'acqua, che culminarono nei test di volo l'11 giugno 1975.
I galleggianti gonfiabili vennero più avanti sostituiti da galleggianti rigidi, mentre la fusoliera venne allungata. Questa modifica ebbe la designazione VVA-14M1P. Tuttavia, l'ufficio addetto alle forniture non consegnò le 12 batterie RD-36-35PR che avrebbe dovuto fornire, e questo impedì i test di volo VTOL.
Dopo la morte di Bartini, nel 1974, il progetto rallentò e successivamente venne interrotto dopo aver effettuato 107 voli con un totale di 103 ore di volo. L'unico VVA-14 rimasto, il No. 19172, venne ritirato al Museo dell'aviazione russa di Monino nel 1987. L'aereo è ancora situato al museo in condizioni di smantellamento, dove è presente e visibile il numero '10687' e la scritta della compagnia aerea Aeroflot con la quale venne immatricolato ed utilizzato per le prove.

## Nella cultura di massa
Il modello compare nel videogioco della Konami Metal Gear Solid 3, alcuni WIG (così chiamati) compaiono sulla pista d'atterraggio della base di Groznyj Grad, ed è sempre lo stesso tipo di aereo con cui il protagonista Naked Snake ed EVA fuggono dalla Russia all'Alaska.
La celebre foto dell'esemplare senza ali è stata utilizzata come copertina del romanzo Magellan di Alan D.Altieri.

### Riviste
- Giuseppe Ciampaglia, Roberto Bartini progettista a Mosca, in Rivista Aeronautica, n. 5, Roma, Ministero della Difesa, 1996. URL consultato l'11 settembre 2011 (archiviato dall'url originale il 5 marzo 2016).